# St. Nikolaus (Goßwitz)

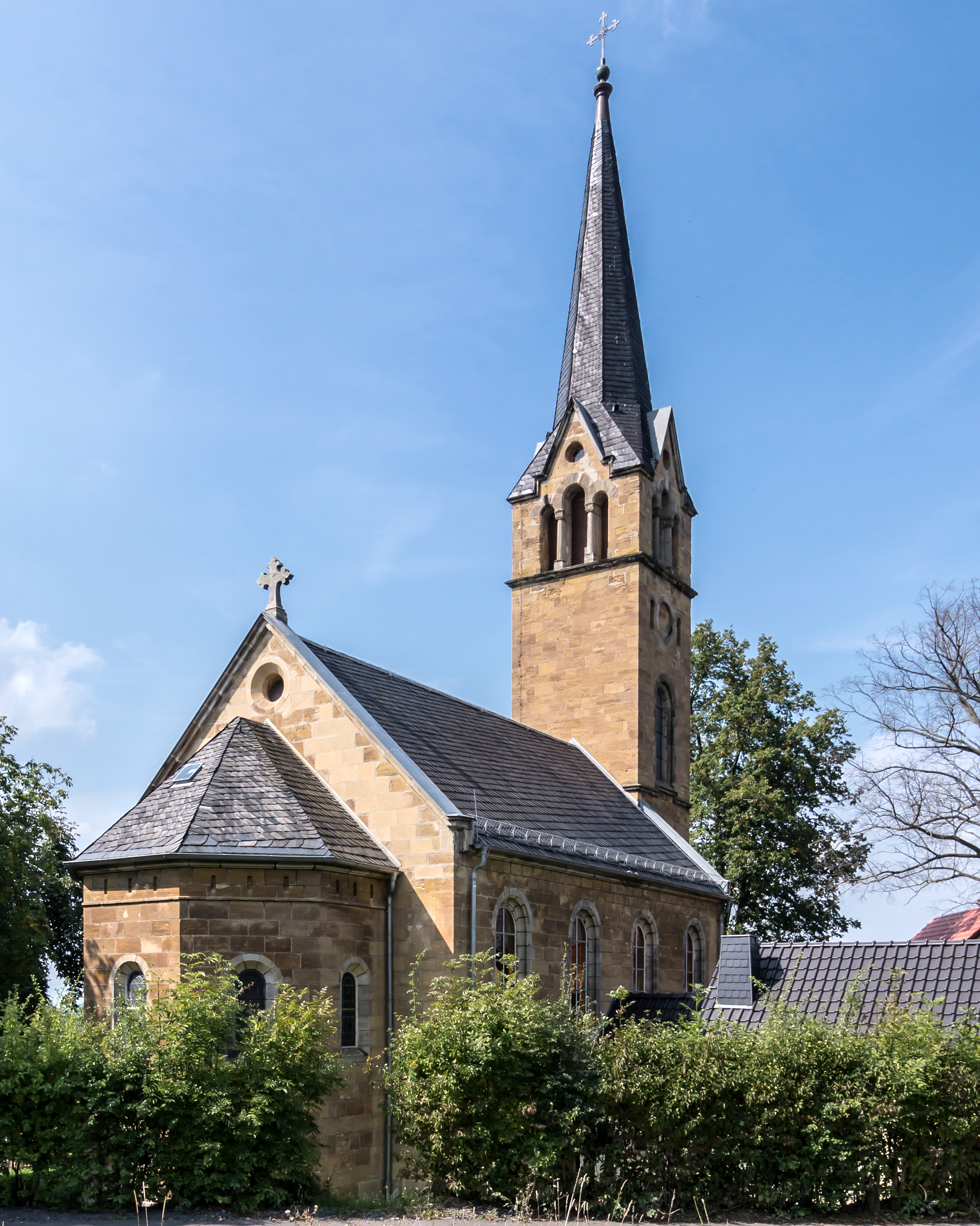
Sankt Nikolaus

Die evangelische Dorfkirche St. Nikolaus steht im Ortsteil Goßwitz der Gemeinde Unterwellenborn im Landkreis Saalfeld-Rudolstadt in Thüringen.

## Geschichte
Die erste Kirche in Goßwitz wurde 1534 eingeweiht und 1668 renoviert, um die Schäden des Dreißigjährigen Krieges zu beseitigen. Die Kirche befand sich in der Nähe des heutigen Dorfteiches.
Um 1715 wurde an diesem Standort der abgerissenen Kirche eine neue errichtet. Sie stand nur 150 Jahre und musste wegen Baufälligkeit abgerissen werden.
Die heutige Kirche wurde im neoromanischen Stil auf einem Hügel oberhalb des Dorfes gebaut. Der Grundstein wurde am 20. Oktober 1877 gelegt. Die Einweihung fand am  18. Oktober 1881 statt. Seit alters her hat die Kirche St. Nikolaus als Namenspatron.
Die Kirche hat eine Apsis, in der sich der Altarraum befindet. Die Kanzel ist seitlich am Übergang der Apsis zum Kirchraum angebracht. Dort ist auch eine Empore, auf der die Orgel von Adam Eifert steht. Im Kirchturm hängt eine Bronzeglocke.